# Kersall
Kersall is een civil parish in het bestuurlijke gebied Newark and Sherwood, in het Engelse graafschap Nottinghamshire. In 2001 telde het dorp 46 inwoners. Kersall komt in het Domesday Book (1086) voor als Cherueshale.
Het plaatsje heeft één vermelding op de Britse monumentenlijst: een boerderij uit de achttiende eeuw.